# União Liberal Republicana (França)
A União Liberal Republicana (ULR) foi um grupo político liberal-conservador francês do final do século XIX, atuante durante a Terceira República Francesa, principalmente entre a década de 1880 e o início do século XX. 

## Formação
No final da década de 1880, a crise boulangista levou os principais movimentos políticos republicanos, ainda essencialmente estruturados por grupos parlamentares e jornais, a formar associações mais abertas para coordenar a propaganda e as campanhas eleitorais, prenunciando assim os partidos políticos franceses que surgiriam no início do século XX. Este foi notavelmente o caso da “Associação Nacional Republicana (ANR)”, fundada em 1888 por republicanos moderados (oportunistas).
Não querendo ficar para trás, os republicanos mais conservadores também sentiram a necessidade de se organizar. Herdeiros da Centro Esquerda, que havia desfrutado de seu auge com Adolphe Thiers na década de 1870, eles mantiveram alguma influência no Senado Francês, mas tornaram-se uma pequena minoria na Assembleia Nacional Francesa, onde tinham apenas oito deputados. Em março de 1889, sob a liderança de Georges Patinot, editor do Journal des Débats, fundaram a “União Liberal”, voltada contra o "cesarismo" boulangista, mas também contra o radicalismo. Este nome evocava o da coalizão formada sob a liderança de Thiers em 1861 para reunir republicanos moderados e monarquistas liberais que se opunham ao Segundo Império Francês no contexto das eleições de 1863.
Presidido pelo advogado empresarial Henri Barboux, o comitê da União Liberal incluía figuras de centro-esquerda como o senador Léon Say e o jurista Georges Picot. Este comitê recebeu o apoio secreto de Henrique, Duque de Aumale, que lhe enviou uma grande soma em dinheiro, ajudando assim os candidatos liberais a conquistarem quase cinquenta cadeiras ao final das eleições legislativas de 1889. Adormecida após esta eleição, a União Liberal foi reativada em março de 1890, em vista das eleições municipais, dando apoio a candidatos moderados, que na ocasião conquistaram seis cadeiras.

## Transformação e dissolução
A União Liberal emergiu de seu sono pela segunda vez no início de 1892, em antecipação às eleições legislativas do ano seguinte, para combater a emergência do socialismo e se opor tanto ao anticlericalismo dos radicais quanto ao clericalismo de alguns de seus apoiadores. Foi nessa época que a associação adicionou o epíteto "republicano" ao seu nome para melhor se distinguir do grupo "União Liberal de Direita", uma nova encarnação da “União das Direitas” (um antigo grupo monarquista).
Entre o final de 1895 e o início de 1896, alertada pela formação do gabinete de Léon Bourgeois, dominado por radicais, a União Liberal Republicana se reativou pela terceira vez. Em antecipação às eleições legislativas de 1898, a ULR começou a criar comitês locais, organizou conferências nos departamentos, distribuiu propaganda e começou a publicar um boletim mensal.
Liberal em termos políticos, econômicos e sociais, a União Liberal Republicana não incluía apenas defensores do livre comércio e divulgava os discursos do protecionista Jules Méline. Durante o “Caso Dreyfus”, ela defendeu o respeito às instituições judiciais após a anulação da sentença de 1894 e condenou o antissemitismo. Embora equiparasse o "Partido Radical (PR)” às facções nacionalistas, ela se distinguiu da ala direita dos "progressistas" (a nova denominação dos oportunistas) por não se recusar a apoiar o Gabinete Waldeck-Rousseau, apesar da presença do socialista Alexandre Millerand.
Além dessa divergência e das diferenças originais entre os liberais liderados por Barboux e os progressistas que permaneceram leais a Méline, a tendência era a consolidação dos republicanos conservadores diante da organização do “Bloco de Esquerda”. Consequentemente, em novembro de 1903, a ULR uniu-se à Associação Nacional Republicana (ANR) e a outros grupos apoiados por Méline para fundar um partido político de centro-direita, a “Federação Republicana (FR)”, que permaneceria o principal partido de direita francês até a década de 1940.